# Premio Kobe and Gigi Bryant WNBA Advocacy
El Premio Kobe and Gigi Bryant WNBA Advocacy (Kobe and Gigi Bryant WNBA Advocacy award) es un premio anual otorgado por la WNBA desde la temporada 2021-22.
Esta distinción anual de la liga reconoce las contribuciones al avance del baloncesto femenino.
El nombre del premio hace referencia al mítico Kobe Bryant y a su hija Gianna, fallecidos en accidente de helicóptero en enero de 2020.
Chris Paul fue el primer ganador del premio, entregado el 20 de febrero de 2022 durante el All-Star Game, por la WNBA y Vanessa Bryant.

## Ganadores

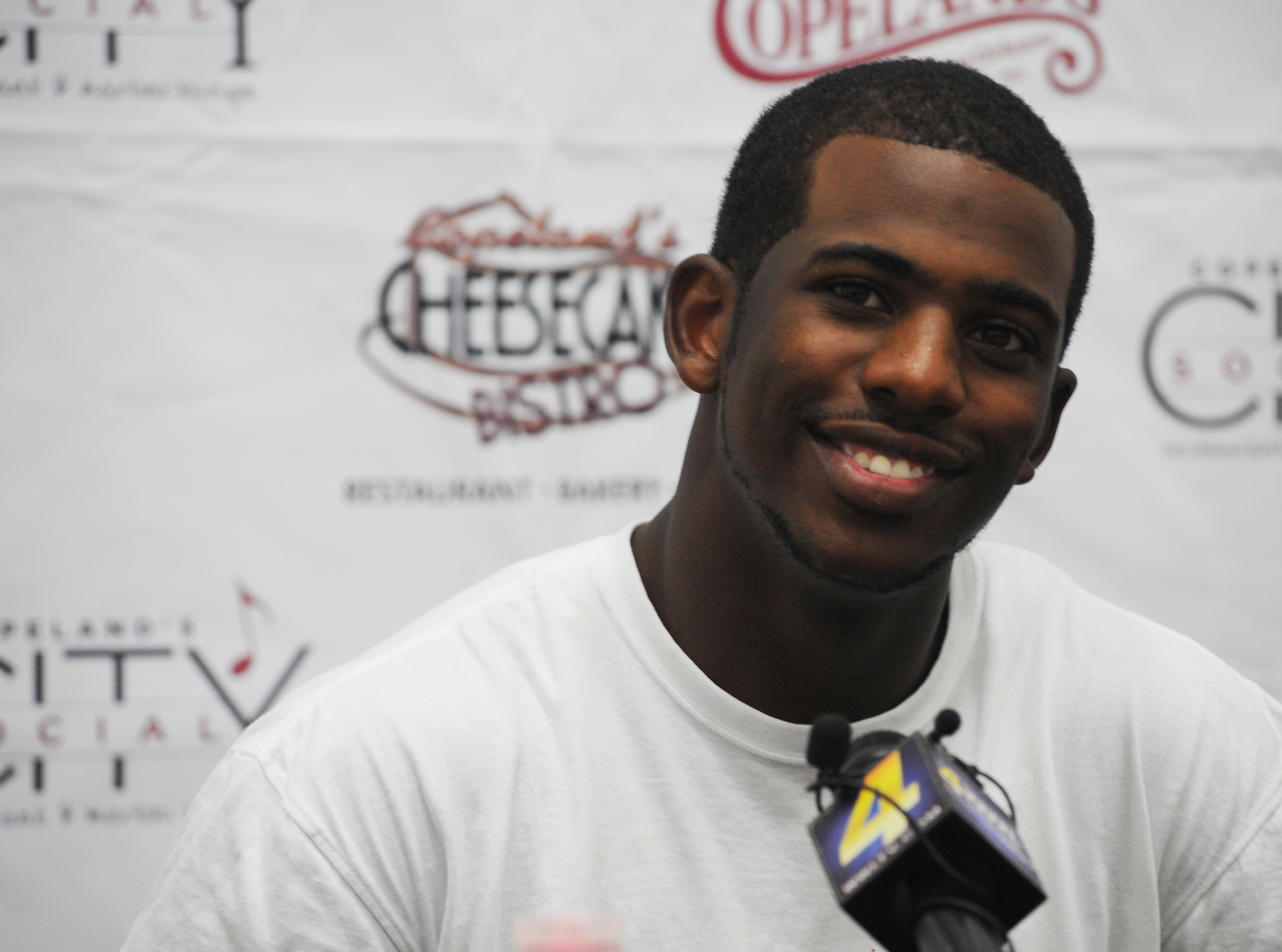
Chris Paul fue el primer ganador del premio.

|               | Jugador activo en la NBA                                       |
|               | Elegido en el Basketball Hall of Fame                          |
| Jugador/a (#) | Indica la cantidad de veces que un jugador ha ganado el premio |

| Temporada | Jugador/a  | Posición  | Nacionalidad   | Ref.  |
| --------- | ---------- | --------- | -------------- | ----- |
| 2021-22   | Chris Paul | Base      | Estados Unidos | [ 1 ] |
| 2022-23   | Pau Gasol  | Ala-Pívot | Estados Unidos | [ 2 ] |
| 2023-24   | Ann Meyers | Escolta   | Estados Unidos | [ 3 ] |